# Konstantin Masłow
Konstantin Ippolitowicz Masłow (ros. Константин Ипполитович Маслов, ur. 1895 w Obwodzie Wojska Dońskiego, zm. 7 marca 1939) – radziecki prokurator.
Członek RKP(b), od 1918 żołnierz Armii Czerwonej, od 1920 przewodniczący charkowskiego gubernialnego komitetu obowiązków pracowniczych, 1923-1925 pomocnik prokuratora guberni kijowskiej. W 1926 prokurator okręgu berdyczowskiego, 1927-1930 prokurator okręgu dniepropetrowskiego, od września 1930 prokurator charkowskiego sądu międzyrejonowego, od 1933 do maja 1936 zastępca prokuratora obwodu moskiewskiego. Od 5 lipca 1937 p.o. prokuratora, następnie do listopada 1937 prokurator obwodu moskiewskiego, od grudnia 1937 do lipca 1938 prokurator miasta Moskwy.
3 lipca 1938 aresztowany, 7 marca 1939 skazany na śmierć przez Wojskowe Kolegium Sądu Najwyższego ZSRR "za przynależność do prowokatorskiej organizacji terrorystycznej" i rozstrzelany. 27 lipca 1957 pośmiertnie zrehabilitowany.